# Сорос, Тивадар
Ти́вадар Со́рос или Шо́рош (настоящая фамилия Шварц; 1893, Будапешт — 1968, Нью-Йорк) — адвокат и писатель-эсперантист, отец Пола (1926—2013) и Джорджа (род. 1930) Сороса.

## Биография
Ушел добровольцем в австро-венгерскую армию в 1-ю мировую войну. Попал в русский плен и был отправлен в лагерь для заключенных в Сибири, бежал и вернулся в Будапешт.
Наряду с работой адвокатом, занимался литературной деятельностью на языке эсперанто (в том числе под именем эсп. Teodoro Ŝvarc и под псевдонимом эсп. Teo Melas).
В 1922 году основал литературный журнал эсп. Literatura Mondo, был его автором и главным редактором до 1924. В журнале публиковались, в частности, Калочай и Баги.
В 1923 написал повесть «Современные Робинзоны» (эсп. Modernaj Robinzonoj).
Жена — Эржебет Сюч (Szücs Erzsébet), двое сыновей — Пауль (Пол) и Дьёрдь (Джордж).
В 1944—1945 во время депортации венгерских евреев активно помогал многим из них скрываться от преследования с помощью поддельных документов.
Во время венгерского восстания 1956 года эмигрировал в США. В 1965 году издал автобиографический роман на эсперанто Maskerado ĉirkaŭ la morto (рус. Маскарад вокруг смерти), переведенный на английский, венгерский, русский и другие языки.
Умер в 1968 в Нью-Йорке.